# Elimaea
Elimaea is een geslacht van rechtvleugeligen uit de familie sabelsprinkhanen (Tettigoniidae). De wetenschappelijke naam van dit geslacht is voor het eerst geldig gepubliceerd in 1874 door Stål.

## Soorten
Het geslacht Elimaea omvat ruim 150 soorten, waaronder de volgende:
- Elimaea grandis Matsumura & Shiraki, 1908
- Elimaea yaeyamensis Ichikawa, 2004